# Prebostat de Berchtesgaden
El  Prebostat de Berchtesgaden o Principat prebostal de Berchtesgaden fou una jurisdicció territorial d'origen eclesiàstic, creada per l'Orde de Sant Agustí, que abastava el territori de Berchtesgaden, un territori que és dins del que avui és el Districte de Berchtesgadener Land de l'Alta Baviera, a Alemanya.

## Història
El monestir, dedicat a Sant Pere i a Sant Joan Baptista, fou fundat el 1102 per una comunitat de monjos agustinians procedents de Sulzbach per desig de la comtessa Irmgard de Sulzbach, filla del comte-palatí Kuno I. de Rott. A la seva mort el seu fill Berenguer de Sulzbach i el seu fillastre Kuno de Horburg es van encarregar de portar a terme la fundació.
El territori del Prebostat comprenia el territori de la vall de Berchtesgaden, es correspon al que avui serien els municipis de Berchtesgaden, Bischofswiesen, Marktschellenberg, Ramsau bei Berchtesgaden i Schönau am Königssee, ocasionalment la seva jurisdicció es va estendre sobre algunes àrees situades fora d'aquest territori. En aquella època els centres del principat eren els mercats de Berchtesgaden i Schellenberg i el vicariat de Ramsau mentre el territori s'organitzava en Gnotschaften.
La localització del monestir era un punt estratègic de gran importància, a prop dels dipòsits de sal de Berchtesgaden i entre els territoris dels seus veïns més poderosos, Baviera i Salzburg, cosa que li permetia actuar com a estat tampó en benefici propi. D'altra banda cal considerar la situació geogràfica de la vall, envoltada de grans muntanyes que la feien gairebé inaccessible excepte per un únic punt pel nord. Aquestes circumstàncies van fer que el Prebostat tingués poques dificultats per a mantenir la seva independència i el 1194 va esdevenir una Abadia Imperial. El 1380 el prebost va ser nomenat Príncep de l'Imperi (Reichsfürste), i el 1559 obté el dret de seure al Reichstag com a Príncep-Prebost, un títol comparable al de príncep-bisbe.
Habitualment el títol de Príncep-Prebost va ser posseït conjuntament amb d'altres de l'alta jerarquia eclesiàstica i sovint els prebosts vivien fora del territori de la seva jurisdicció.
Entre 1802 i 1803 el Prebostat i els seus territoris van ser secularitzats en el marc de la Reichsdeputationshauptschluss (Gran secularització alemanya) i van passar a l'Electorat de Salzburg, el 1805 a Àustria i el 1810 a Baviera. Els edificis monàstics van ser utilitzats durant un cert temps com a caserna però el 1818 el monestir va esdevenir residència de la família real bavaresa, la dinastia Wittelsbach, que el va utilitzar com a palau d'estiu.
Amb el final de la monarquia bavaresa el monestir va ser considerat com a part del fons personal dels Wittelsbach (Wittelsbacher Ausgleichsfond). Actualment algunes sales del palau són obertes al públic mentre d'altres encara són utilitzades pels hereus dels Wittelsbach i l'església del monestir funciona com a església parroquial